# یک گناهکار در مکه
یک گناهکار در مکه (به انگلیسی: a sinner in mecca) نام یک فیلم مستند آمریکایی به کارگردانی پرویز شارما و محصول سال ۲۰۱۵ میلادی است.

## موضوع مستند
در این مستند، پرویزشارما - که مسلمانی معتقد است- همزمان با دهمین سالگرد ۱۱ سپتامبر برای انجام مراسم حج وارد عربستان سعودی می‌شود تا اعتقادات مذهبی اش را با ویژگی‌های جنسیتی اش آشتی بدهد.